# Fayzulla Xoʻjayev
Fayzulla Ubaydullayevich Xo‘jayev (ros. Файзулла Губайдуллаевич Ходжаев, Fajzułła Gubajdułłajewicz Chodżajew; ur. 1896 w Bucharze, zm. 13 marca 1938 w Moskwie) – uzbecki polityk komunistyczny.

## Życiorys
Urodził się w rodzinie zamożnego kupca w Bucharze. Otrzymał wykształcenie elementarne w islamskiej szkole podstawowej (mekteb). Dwa lata uczył się w medresie w Bucharze. Potem od 1907 roku przez pięć lat studiował w Moskwie. Po śmierci ojca w 1912 roku powrócił do Buchary. Był zwolennikiem dżadidyzmu – ruchu intelektualnego opowiadającego się za modernizacją kultury islamskiej.
Po wybuchu rewolucji październikowej zakładał tajną organizację „Młodych Bucharyjczyków” („młodobucharców”). Dążyli do obalenia emiratu Buchary i połączenia się z bolszewikami z Taszkentu. Plan zakończył się niepowodzeniem, gdyż emir Muhammed Alim Chan w 1918 roku stłumił opozycję. Xoʻjayev uciekł wówczas do Taszkentu, gdzie powstała Turkiestańska Autonomiczna Socjalistyczna Republika Radziecka. Nawiązał też kontakt z Leninem. Wrócił do Buchary wraz z oddziałami Armii Czerwonej w 1920 roku, które obaliły emirat. Zasiadał we władzach Bucharskiej Ludowej Republiki Radzieckiej, a w latach 1921–1925 był Przewodniczącym Rady Ludowej. Przeżył zamach przygotowany przez basmaczy inspirowanych przez tureckiego dowódcę İsmaila Envera. W 1925 roku Bucharska LRR została włączona w skład Uzbeckiej SRR. Xoʻjayev został przewodniczącym rady komisarzy ludowych, a następnie przewodniczącym centralnego komitetu wykonawczego tej republiki.
Reprezentował umiarkowane skrzydło rewolucji bolszewickiej i najpierw opowiadał się za utrzymaniem autonomii bucharskiej republiki, a potem snuł plany stworzenia państwa turkiestańskiego. Krytykował politykę gospodarczą Józefa Stalina. Wszystkie funkcje utracił 17 czerwca 1937 roku. Został aresztowany i po sfingowanym procesie (III proces moskiewski) stracony pod zarzutami trockizmu. W 1966 roku został zrehabilitowany.